# Vaillantodes alpina
Vaillantodes alpina är en tvåvingeart som beskrevs av Wagner 1993. Vaillantodes alpina ingår i släktet Vaillantodes och familjen fjärilsmyggor. Inga underarter finns listade i Catalogue of Life.